# Antony Deschamps
Pour les articles homonymes, voir Deschamps.
Antoine-François-Marie Deschamps de Saint Amand, dit Antony (ou Antoni) Deschamps, né le 12 mars 1800 à Paris et mort le 28 octobre 1869 dans le 16e arrondissement de Paris, rue Berton, est un poète français.
Antony Deschamps est le frère de l’un des premiers représentants du mouvement romantique, Émile Deschamps, dont il a secondé l'influence littéraire. Il a écrit lui-même quelques poésies, particulièrement des Satires politiques, parues en 1831. Sa traduction (partielle) en vers de la Divine Comédie de Dante, parue en 1829, lui valut une certaine renommée. Il côtoie les amis du comte libéral Federico Confalonieri pendant son exil en France et est aussi en correspondance avec l'écrivain Silvio Pellico. Il travailla également avec son ami Hector Berlioz. Il est notamment l'auteur des paroles du troisième mouvement de sa Grande symphonie funèbre et triomphale. Tous deux moururent la même année.
Il a régulièrement fréquenté la clinique du docteur Blanche, située rue Berton, où il écrivit,.
Il est inhumé au cimetière d'Auteuil (11e division).

## Œuvres
- La Divine Comédie de Dante Alighieri, traduite en vers français par Antoni Deschamps, 1829 (texte en ligne)
- Trois satires politiques, précédées d'un prologue, 1831 (texte en ligne)
- Dernières paroles, poésies, 1835 (texte en ligne)
- Résignation, poésies, 1839
- Poésies de Émile et Antoni Deschamps, Paris, H.L. Delloye, 1841 (texte en ligne)
- La Jeune Italie, 1844 (texte en ligne)